# Paul Reboux

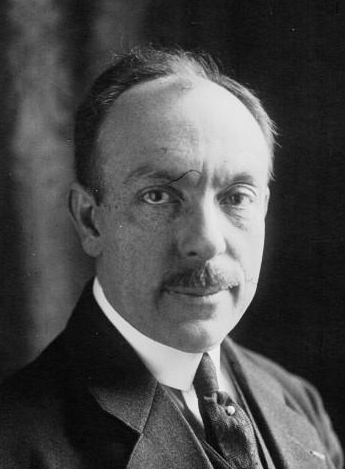
Paul Reboux.

Paul Reboux, född den 21 maj 1877 i Paris, död den 14 februari 1963 i Nice, var en fransk författare.
Reboux gjorde sig känd som framstående teaterkritiker. Reboux diktsamlingar (Les matinales, 1897, Les iris noirs 1898, Missel d'amitié, 1900) har efterföljts av humanitärt tendentiösa sederomaner i Zolas riktning, Josette (1903), La maison de danses (1905), Le Phare (1907) och Le jeune amant (1913), samt den neapolitanska romanen La petite Papacoda (1911). Med Charles Müller författade han den omtyckta parodisamlingen À la manière de... (1:a serien 1908; 2:a serien 1910).